# Convolvulus sericocephalus
Convolvulus sericocephalus là một loài thực vật có hoa trong họ Bìm bìm. Loài này được Juz. mô tả khoa học đầu tiên.